# Хубуа, Георгий Жораевич
Георгий Жораевич Хубуа (груз. გიორგი ხუბუა, 7 января 1964 года) — грузинский учёный в области права. Ректор Тбилисского государственного университета.

## Биография
Окончив среднюю школу в 1980 году, поступил в Абхазский государственный университет на юридический факультет по специальности «Правоведение». В 1987—1990 годах учился в Тбилисском государственном университете.
Кандидат юридических наук (1990)
В 1995 году — стипендиат Фонда Конрада-Аденауэра в Институте государственного управления (Шаффер, Германия). В 1997 году работал в Институте Ганновера, Германия. В 1999 году — стипендиат Общества Макса Планка в Гейдельберге.
В 2000 году защитил докторскую диссертацию «Федерализм как нормативный принцип и политический порядок». В 2003—2004 годах сотрудник Фонда Александра фон Гумбольдта в Институте юридической философии и правовой информатики Мюнхенского университета. В 2002 году работал в Институте публичного права Бернского университета (Швейцария), в 2004 году в Исследовательском центре конституционного права Афинского университета (Греция).
С 1995 года на преподавательской работе в Абхазском государственном университете, позже — в Тбилисском филиале Сухумского отделения ТГУ, а в 1991—2006 годах профессор конституционного и административного права в Сухумском университете. 1991—1998 годы — научный сотрудник Института государства и права Академии наук Грузии.
С 1998 года является заместителем директора того же института по науке, с 1999 по 2005 год занимал должность директора Института.
С 2005 года по настоящее время профессор ТГУ. В 2006 году назначен ректором Тбилисского государственного университета. В 2010—2012 годах работал в Йенском университете имени Фридриха-Шиллера (Германия), а в 2012—2013 годах — профессор Бамбергского университета (Германия). С 2013 года — директор Германско-грузинского государственного института управления. В настоящее время руководитель направления «Энергетика и геополитика» Мюнхенского технического университета.
После отставки с поста ректора против Хубуа был выдвинут ряд обвинений